# Рівас (департамент)
Рі́вас  (ісп. Rivas) — один з департаментів Нікарагуа.

## Географія
Департамент знаходиться на крайньому південному заході Нікарагуа. На заході його територія омивається водами Тихого океану, на сході від нього знаходиться озеро Нікарагуа. Площа департаменту становить 2161,82 км². Чисельність населення 174 589 чоловік (перепис 2012 року). Щільність населення - 80,76 чол./км². Адміністративний центр - місто Рівас.
Межує на північному заході з департаментами Карасо і Гранада, на сході з департаментом Ріо-Сан-Хуан, на південному сході з Коста-Рикою.

## Пам'ятки
За головні визначні пам'ятки департаменту Рівас є піщані пляжі затоки Сан-Хуан-дель-Сур на Тихому океані і вулкани Консепсьйон і Мадерас на найбільшому острові Ометепе озера Нікарагуа.

## Муніципалітети
В адміністративному відношенні департамент Рівас підрозділяється на 10 муніципалітетів:
1. Альтаграсія
2. Белен
3. Буенос Айрес
4. Карденас
5. Мойогальпа
6. Потосі
7. Рівас
8. Сан-Хорхе
9. Сан-Хуан-дель-Сур
10. Тола